# Susana Segovia Sánchez
Susana Segovia Sánchez (Badalona, 1973) és una política i activista catalana, actual portaveu de Catalunya en Comú al Parlament de Catalunya.
És llicenciada en Ciències de la Comunicació i te dos Màsters, un de Cooperació Internacional i Desenvolupament, i un de Ciències Polítiques i un postgrau en Antropologia Social i Cultural. Forma part de la direcció executiva de Barcelona en Comú des de la seva creació.
A les eleccions al Parlament de Catalunya de 2017 fou escollida com a diputada amb la llista de Catalunya en Comú-Podem.
El 30 d'octubre de 2018 fou nomenada portaveu de Catalunya en Comú al Parlament de Catalunya, en substitució d'Elisenda Alamany.
Segovia es considera una persona de confiança de l'alcaldessa de Bardelona, Ada Colau, i dins del seu partit té el rol de responsable d'Organització.